# Morristown (Nova Jérsei)
Morristown é uma cidade  localizada no estado americano de Nova Jérsei, no Condado de Morris. A cidade é a sede do condado. Morristown não deve ser confundida com Moorestown, um município muito mais ao sul em Nova Jérsei, na área metropolitana de Filadélfia.

## Demografia
Segundo o censo americano de 2000, a sua população era de 18.544 habitantes.
Em 2006, foi estimada uma população de 18.922, um aumento de 378 (2.0%).

## Geografia
De acordo com o United States Census Bureau tem uma área de 7,8 km², dos quais 7,6 km² cobertos por terra e 0,2 km² cobertos por água. Morristown localiza-se a aproximadamente 110 m acima do nível do mar.

## Localidades na vizinhança
O diagrama seguinte representa as localidades num raio de 12 km ao redor de Morristown.